# Stiftmossa
Stiftmossa (Aongstroemia longipes) är en bladmossart som beskrevs av Bruch och W. P. Schimper in B.S.G. 1846. Stiftmossa ingår i släktet Aongstroemia och familjen Dicranaceae. Enligt den finländska rödlistan är arten starkt hotad i Finland. Arten är reproducerande i Sverige. Artens livsmiljö är sjö- och älvstränder. Inga underarter finns listade i Catalogue of Life.